# Абдельрахман, Махмуд
Махмуд Халид Абд ас-Саттар Абдельрахман (араб. محمود خالد عبدالستار عبدالرحمن‎; 26 апреля 1997) — египетский борец греко-римского стиля, призёр Африканских игр

## Карьера
В начале марте 2024 года в Аккре на Африканских играх  стал серебряным призёром, уступив в финале Абделькриму Уакали из Алжира. 22 марта 2024 года на квалификационном олимпийском турнире Африки и Океании к Олимпийским играм в Париже ему удалось завоевать лицензию.

## Достижения
- Африканские игры 2023 — ;